# Area archeologica etrusco-sannitica di Fratte
L'area archeologica etrusco-sannitica di Fratte si trova alla periferia nord-orientale della città di Salerno lungo il fiume Irno, non lontano dal sito in cui sorse la Salernum romana, sulla strada che dalla Valle dell'Irno conduceva alla città di Picentia, l'odierna Pontecagnano, in posizione strategica per il controllo dei traffici, nell'odierna frazione di Fratte, a breve distanza dalle frazioni salernitane di Cappelle e Matierno.

## Storia

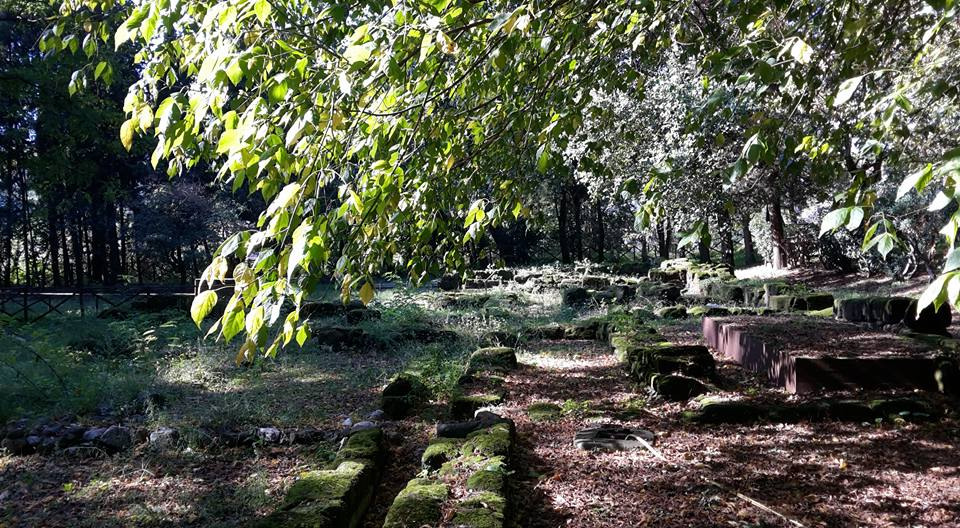
SALERNO area etrusco sannitica di Fratte

Attorno al VI secolo a.C. gruppi di Etruschi, probabilmente provenienti da Amina, attuale Pontecagnano Faiano, si trasferirono nella valle del fiume Irno, non molto lontano dalla sua foce.
La città fu inizialmente identificata con la Marcina citata da Strabone, attualmente associata alla vicina Vietri sul Mare, mentre attualmente sembra prevalere l'identificazione con la città di Irna per alcune monete ritrovate con la legenda IRNTHI ("di Irna") o IDNO, fu successivamente occupata dai Sanniti, che vi restarono fino al III secolo a.C..
Forse i Romani distrussero il piccolo centro nel quadro delle operazioni militari successive alle guerre sannitiche.

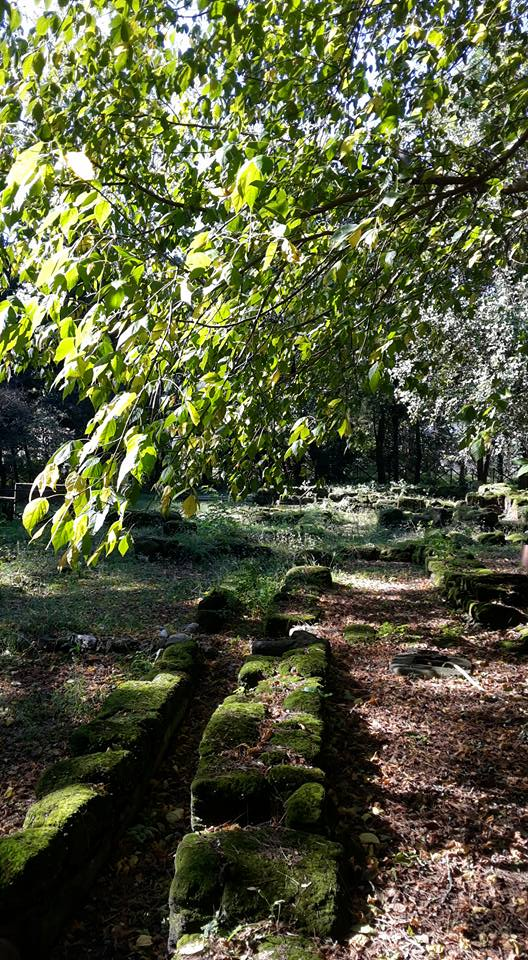
SALERNO area etrusco sannitica di Fratte

Gli scavi archeologici hanno portato alla luce alcune tombe ed una cisterna nella zona dell'acropoli, oltre a numerose anfore con oggetti personali.
L'antica cittadina etrusco-sannitica aveva tetti con decorazione architettonica policroma, un tempio con bassorilievi nella cosiddetta "acropoli etrusca" e costruzioni in tufo, che fanno dedurre che l'abitato di Fratte aveva una struttura di tipo urbano abbastanza sviluppato.
I materiali archeologici rinvenuti negli scavi del sito sono esposti in un'apposita sezione nel Museo Archeologico Provinciale di Salerno.
La sua scoperta è avvenuta negli anni '50 durante lavori di ampliamento del centro abitato.

## Trasporti
L'area si trova presso il punto di congiunzione tra il Raccordo autostradale 2 Salerno-Avellino e l'Autostrada A3 Napoli-Reggio Calabria, e sorge a circa 1 km dallo svincolo A3 di Salerno Fratte. È servita da autobus urbani e dalla stazione ferroviaria di Fratte Villa Comunale. Anche la stazione di Fratte sorge a breve distanza dal sito.